# Старовинна балада
«Старовинна балада» (рос. Старинная баллада) — радянський ляльковий фільм 1989 року Творчого об'єднання художньої мультиплікації студії Київнаукфільм, режисер — Валентина Костилєва.

## Сюжет
За мотивами англійської народної балади "Том Лін".

## Над фільмом працювали
- Автор сценарію: Жанна Вітензон, Вірші Ігнатія Івановського і Сергія Борщевського;
- Кінорежисер: Валентина Костилєва;
- Художник-постановник: С. Гриньова;
- Композитор: Олег Ківа;
- Кінооператор: Олександр Костюченко;
- Звукооператор: Віктор Груздєв;
- Баладу виконав: В. Удовиченко;
- Мультиплікатори: Жан Таран, Анатолій Трифонов, Елеонора Лисицька, Костянтин Баранов;
- Ляльки та декорації виготовили: Анатолій Радченко, Вадим Гахун, В. Яковенко, І. Киреєв, А. Шевчук;
- Асистенти: Г. Свєчніков, Олександр Ніколаєнко, В. Сабліков, Г. Широков;
- Монтаж: О. Деряжна;
- Редактор: Світлана Куценко;
- Директор знімальної групи: М. Гладкова.